# Amedeo Modigliani
Amedeo Clemente Modigliani (Livorno, 12 de julho de 1884 – Paris, 24 de janeiro de 1920) foi um artista plástico e escultor italiano que viveu parte significativa de sua vida adulta radicado em Paris.
Artista principalmente figurativo, tornou-se célebre sobretudo por seus retratos femininos caracterizados por rostos e pescoços alongados, à maneira das máscaras africanas.
Morreu aos trinta e cinco anos, em condições de extrema pobreza material, vítima de meningite tuberculosa, agravada pelo excesso de trabalho, álcool e drogas.

## Biografia
Modigliani nasceu em uma família judia, em Livorno, Itália.
Seu trisavô materno, Solomon Garsin, emigrara de Túnis para Livorno no século XVIII. Os Garsin eram originários da Espanha, de onde haviam sido expulsos, no final do século XV, transferindo-se para Túnis. Depois eles se transferiram para Livorno, onde nasceu o bisavô materno de Amedeo Mogigliani, Giuseppe Garsin — filho de Salomon Garsin e de Régine Spinoza.
Já a família paterna, os Modigliani, era provavelmente oriunda de Modigliana, perto de Forli, na região da Romagna. Antes de se estabelecerem em Livorno, teriam vivido em Roma, onde exploravam uma casa de penhores. Segundo Jeanne Modigliani, um certo Emanuele Modigliani teria sido encarregado pelo governo pontifical de fornecer o cobre necessário às emissões extraordinárias de moedas dos dois ateliês pontificais. Posteriormente, não obstante uma lei dos Estados Pontifícios que proibia a posse de terras por judeus, Emanuele teria adquirido um vinhedo nas encostas do Albani, sendo, logo em seguida, obrigado pelas autoridades a se desfazer da vinha. Inconformado, ele teria então deixado Roma, com toda a sua família, para se instalar em Livorno, em 1849. Naquele mesmo ano, Giuseppe Garsin, depois de sofrer sérios reveses nos negócios, decide deixar Livorno e partir, com a mulher, Anna Moscato, e o filho, Isaac, para Marselha onde foi bem-sucedido.
Amedeo Modigliani foi o quarto filho de Flaminio Modigliani e sua esposa Eugénie Garsin, filha de Isaac e Régine Garsin. Na época, os Garsin eram relativamente abastados — sobretudo um dos irmãos de Eugénie, Amédée Garsin, que enriquecera especulando com imóveis e mercadorias. Já os Modigliani tinham empobrecido, chegando à falência. Flaminio dedicava-se aos vários negócios da família, que incluíam mineração e agricultura na Sardenha, além de atividades comerciais em Livorno. Mas os negócios andaram mal. Foi o nascimento de Amedeo que salvou a família da ruína total, pois, de acordo com uma lei antiga, os credores não podiam tomar a cama de uma mulher grávida ou de uma mãe com um filho recém-nascido. Os oficiais de justiça entraram na casa da família, justamente quando Eugénie entrou em trabalho de parto. A família então protegeu seus pertences mais valiosos colocando-os por cima da cama da parturiente.
Na infância, Amedeo sofreu de diversas doenças graves — pleurisia, tifo e tuberculose —, que comprometeram sua saúde pelo resto da vida e cujo tratamento forçava-o a constantes viagens, até sua mudança definitiva para Paris, em 1906. Também por causa da saúde precária não recebeu educação formal e voltou-se para o estudo da pintura, iniciado na cidade natal, que prosseguiu em Veneza e Florença. Teve uma estreita relação com sua mãe, que lhe deu aulas até que ele completasse dez anos, e começou a desenhar e pintar precocemente, antes mesmo de ir para a escola. Aos catorze anos, durante uma crise de febre tifóide, ele delirava e, em seu delírio, falava que queria acima de tudo ver as pinturas no Palazzo Pitti e nos Uffizi, em Florença. Sua mãe então prometeu a ele que, assim que se recuperasse, ela o levaria a Florença; de fato, não só cumpriu a promessa como permitiu que o filho fosse trabalhar no estúdio de Guglielmo Micheli, um dos pintores mais conhecidos de Livorno, de quem Amedeo recebe as primeiras noções de pintura. No ateliê de Micheli, ele conhecerá, em 1898, o grande Giovanni Fattori, sendo assim influenciado pelo movimento dos Macchiaioli, em particular pelo próprio Fattori e por Silvestro Lega.
Em 1906, Modigliani transfere-se para Paris e, ao fim de três anos de vida boêmia, executa uma de suas obras mais importantes: O violoncelista, que expôs no Salão dos Independentes de 1909.

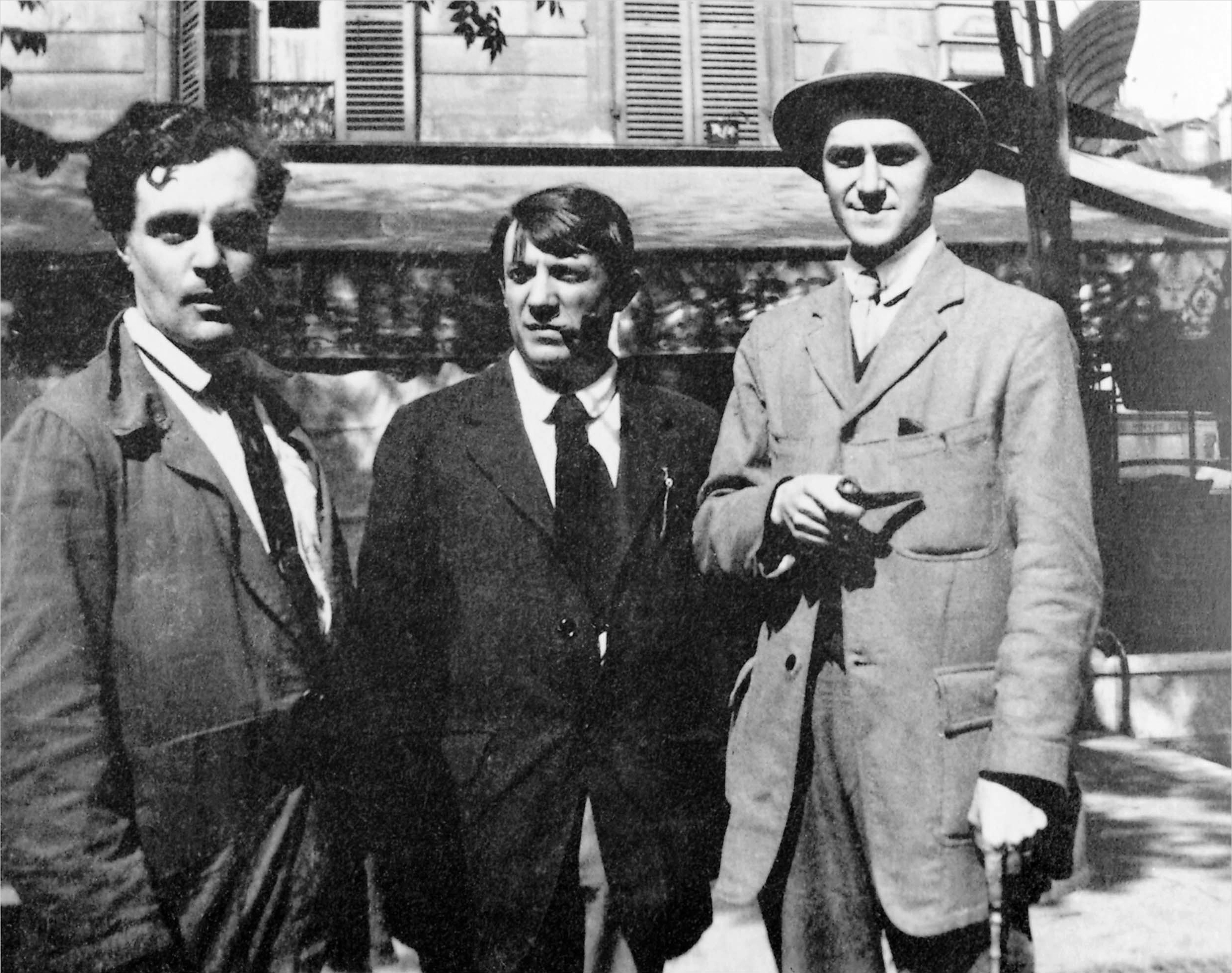
Modigliani, Pablo Picasso e André Salmon em Montparnasse (1916).

Como outros pintores e artistas do seu tempo, viveu a experiência da extrema pobreza. Por meio dos companheiros de arte, conheceu o poeta polaco Leopold Zborowski, que se tornaria seu melhor e mais devotado amigo, além de incentivador e marchand. Em 1917, Zborowski consegue para Modigliani uma exposição individual na Gallerie Berthe Weill. A exposição durou apenas um dia, pois se transformou num escândalo graças aos nus expostos na vitrine da galeria.
A grande musa de Amedeo foi Jeanne Hébuterne, com quem teve uma filha, Jeanne, em 1918. Complicações na saúde fazem o pintor viajar para o sul da França com a esposa e a filha, a fim de recuperar-se. Retorna a Paris ao final de 1918.
Na noite de 24 de janeiro de 1920, aos 35 anos, Modigliani morre de tuberculose. Foi sepultado no famoso Cemitério do Père-Lachaise, em Paris.
No dia seguinte à morte do companheiro, Jeanne, grávida de nove meses, suicida-se, atirando-se do quinto andar de um edifício.

## Estilo
A felicidade de um anjo com um rosto sério

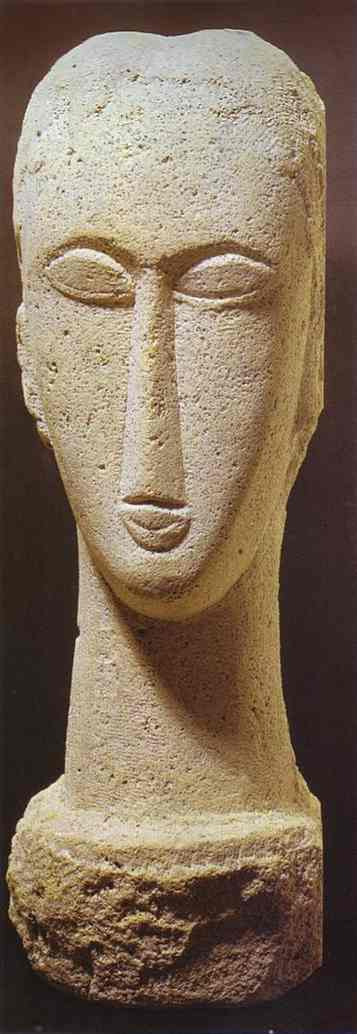
Cabeça (1911)

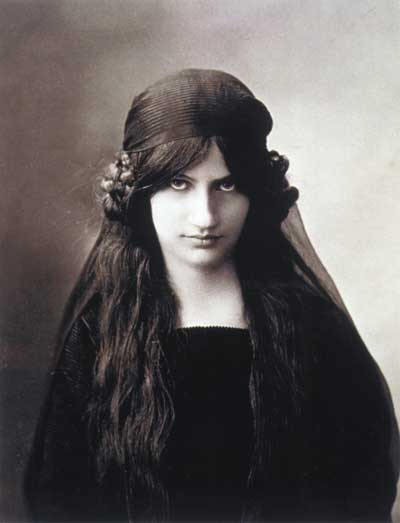
Jeanne por volta de 1918.
A felicidade de um anjo com um rosto sério
, escreveu Modigliani.

Fruto de diversas culturas, amigo de tantos artistas e encontrando-se numa conturbada fase de questionamentos e transições, sua obra entretanto não pode ser considerada filiada a nenhuma escola, sendo toda ela dotada de um estilo próprio e autônomo.
Seus nus, que provocaram escândalo em seu tempo, revelam não sensualidade, mas um desnudamento da alma humana. Seu estilo faz parte de um momento em que a arte pictórica, confrontada à fotografia, lutava para manter seu espaço, seus valores e sua estética.

### Escultura
O encontro com o escultor Constantin Brancusi marcou a carreira de Modigliani, que por um longo período abandonou a pintura pela escultura. Impressionado pelo cubismo, muito influenciado por Cézanne, Toulouse-Lautrec e Picasso, o artista executou nesse período esculturas nas quais se misturam influências da escola de Siena e da arte da África negra, sobretudo das esculturas do Congo e do Gabão.
Nota-se em suas esculturas uma forte influência da arte africana e cambojana, que provavelmente conhecera no Musée de l'Homme. Seu interesse pelas máscaras africanas é evidente no tratamento dos olhos de seus modelos.
A partir de 1912, com o agravamento de sua doença, Modigliani abandona a escultura, concentrando-se apenas na pintura.

## Leilão
Em 9 novembro de 2015 um comprador chinês, não identificado, pagou 170,4 milhões de dólares (158 milhões de euros) por "Nu Couché" (1917-1918), o segundo valor mais alto de sempre conseguido num leilão de arte a seguir a "Les Femmes d' Alger", de Pablo Picasso.

## Galeria

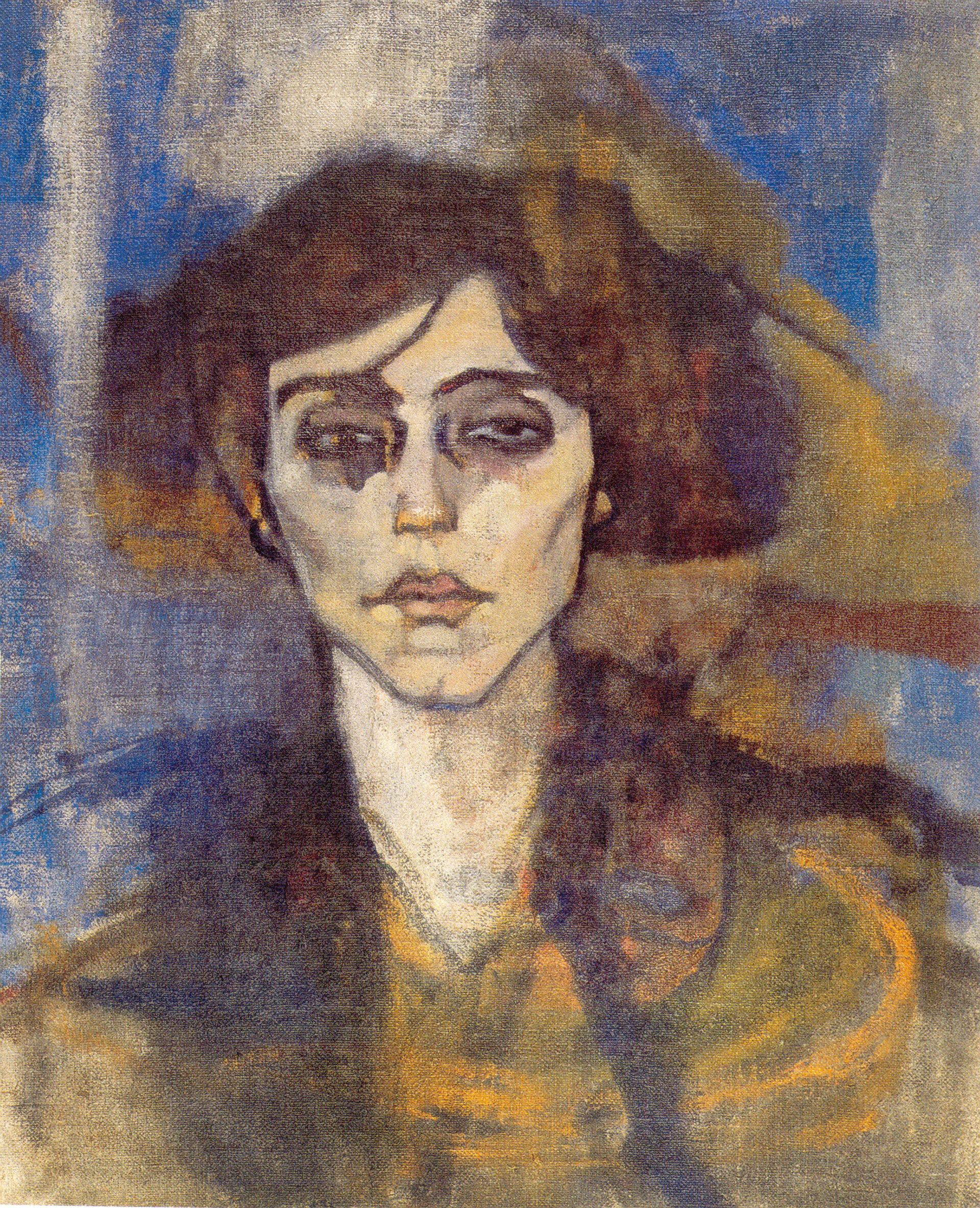
Retrato de Maude Abrantes, 1907
Paul Guillaume, Novo Pilota, 1915
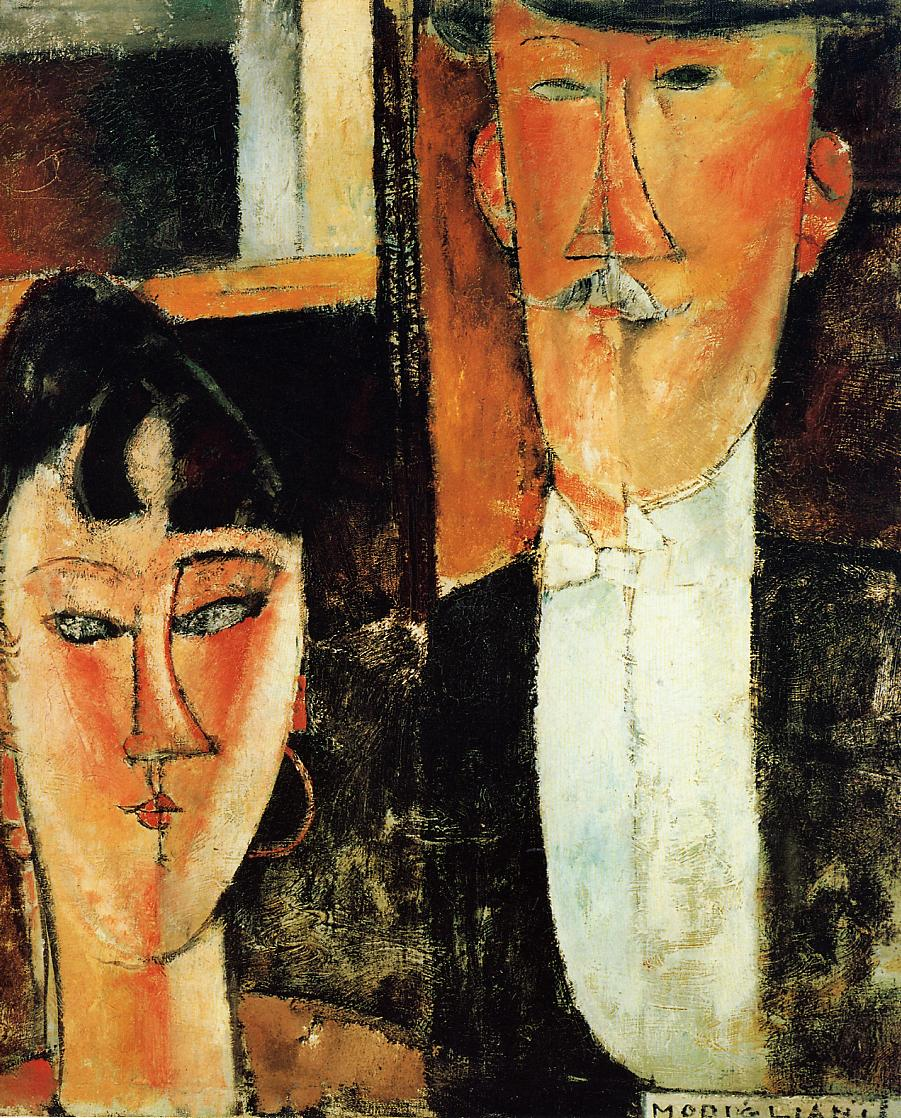
Noiva e noivo, 1915
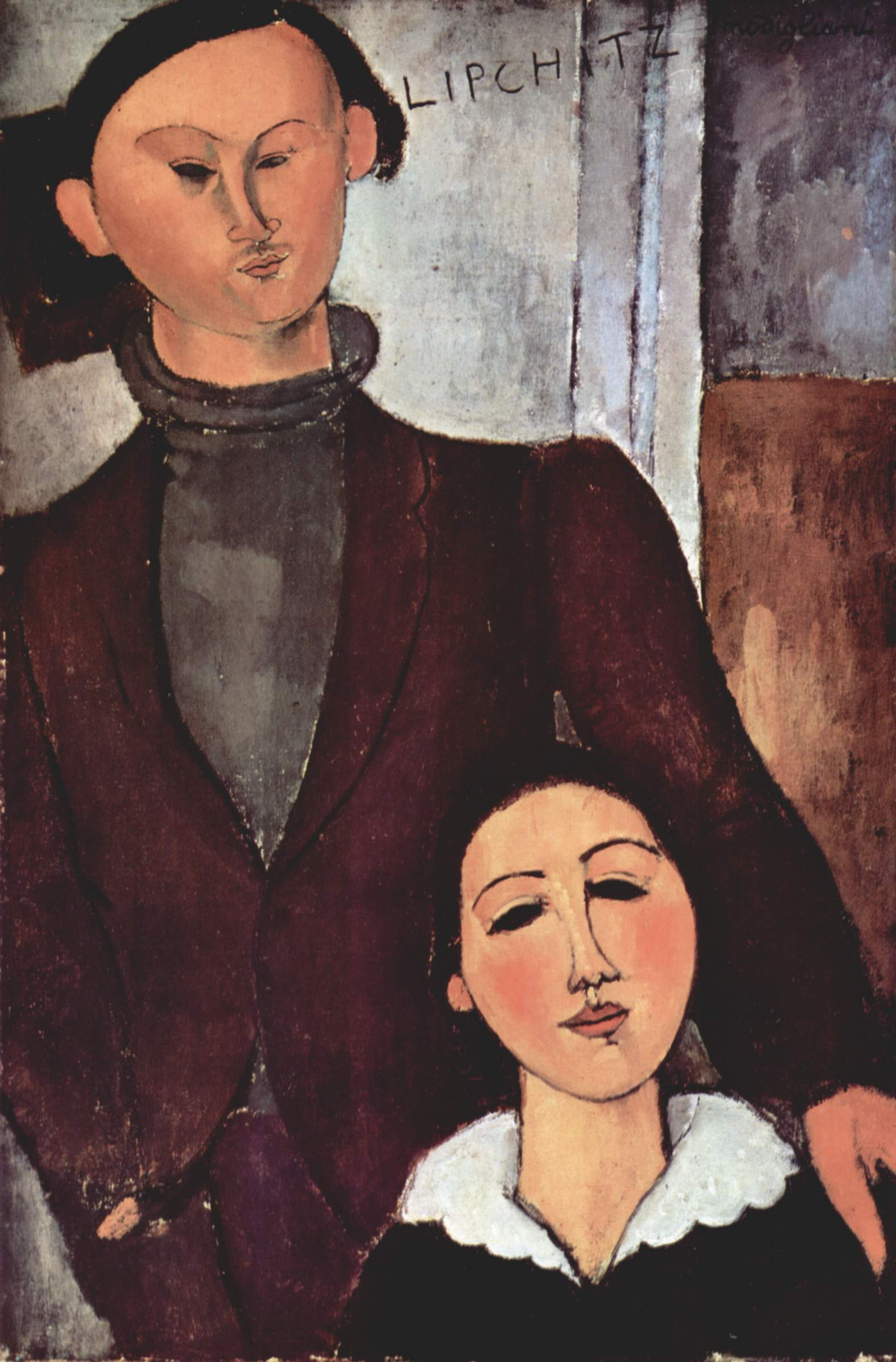
Jacques y Berthe Lipchitz, 1916
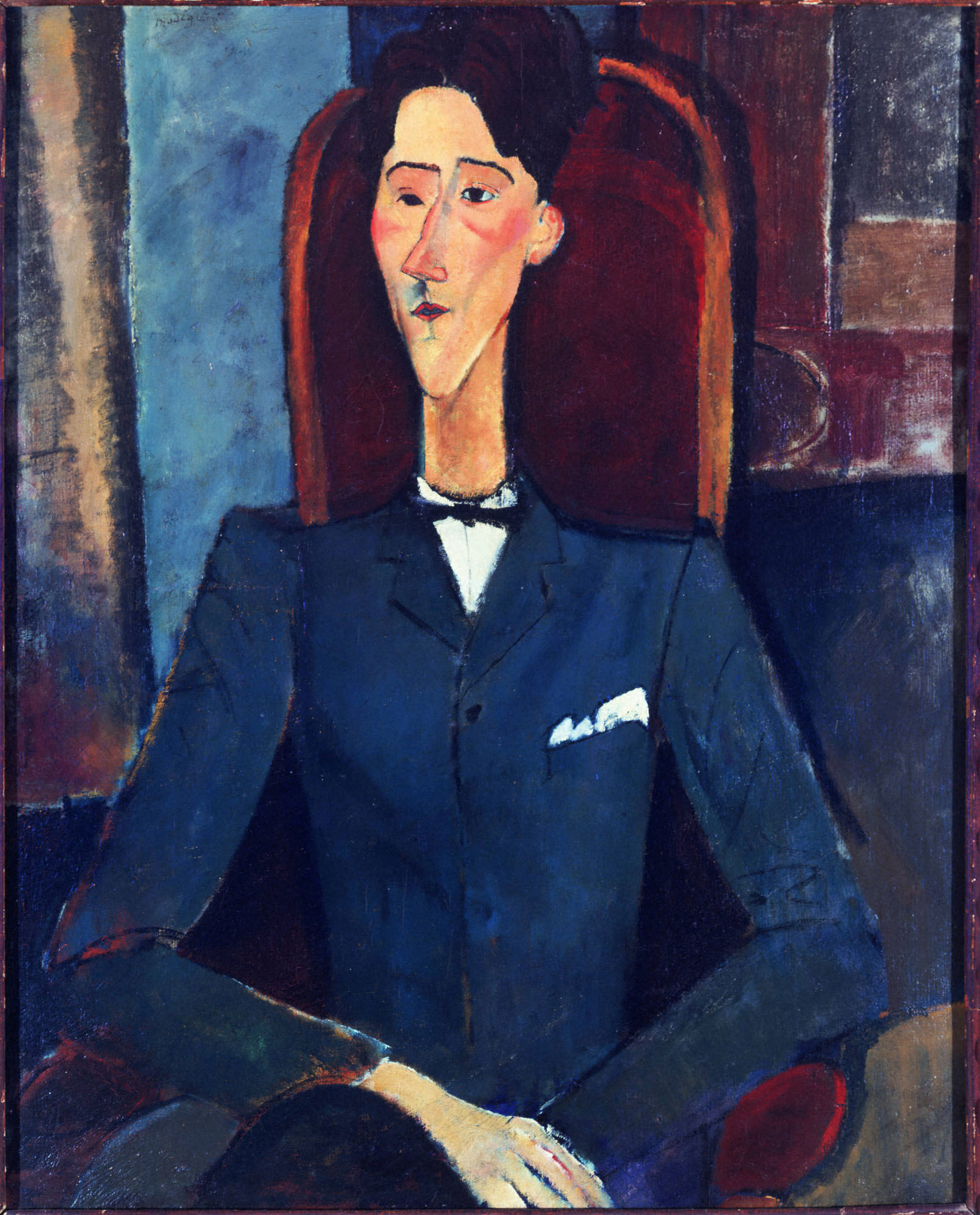
Jean Cocteau, 1916, Coleção Henry e Rose Pearlman, em empréstimo de longo prazo para o Museu de Arte da Universidade de Princeton
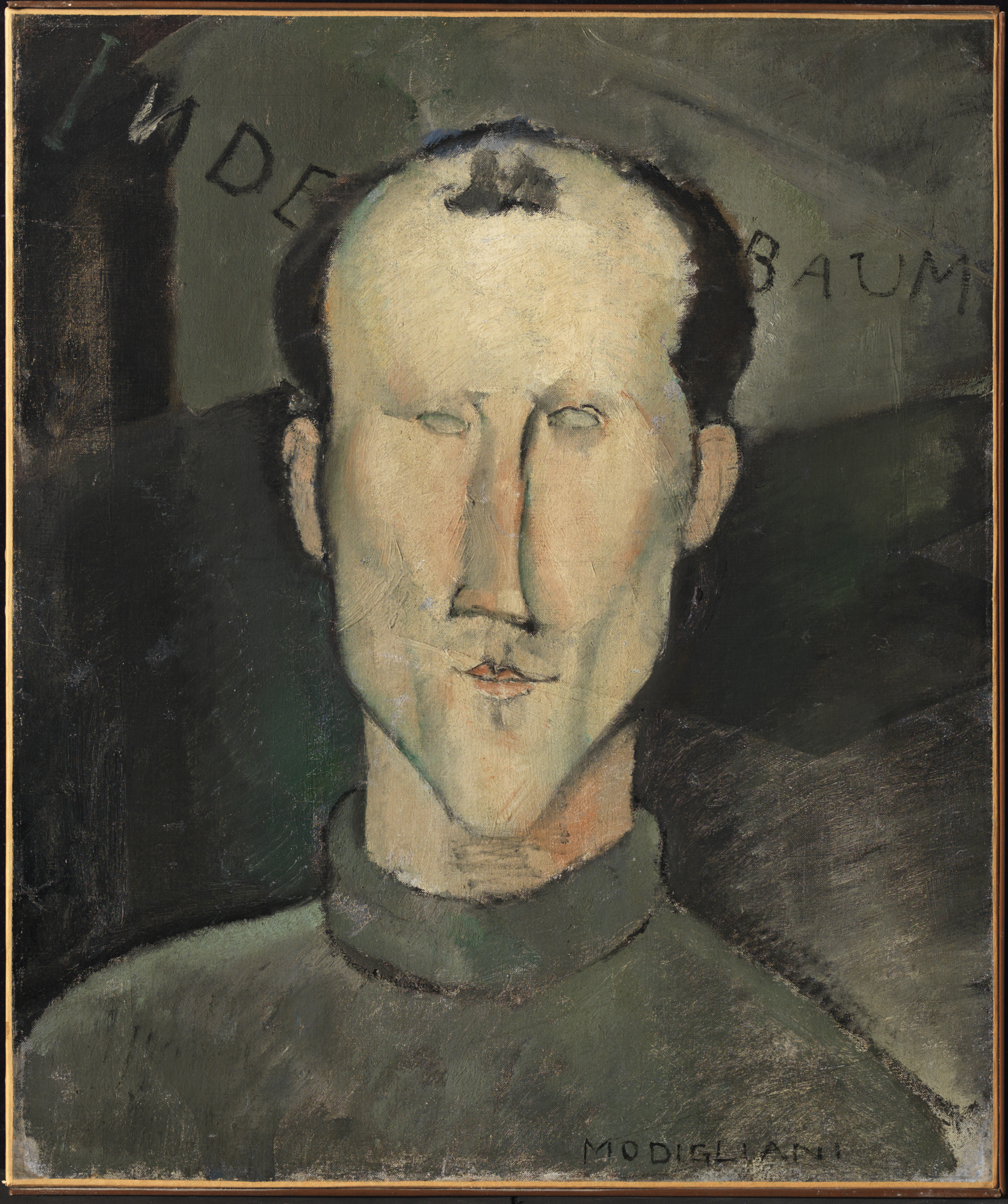
Léon Indenbaum, 1916, Coleção Henry e Rose Pearlman, em empréstimo de longo prazo para o Museu de Arte da Universidade de Princeton
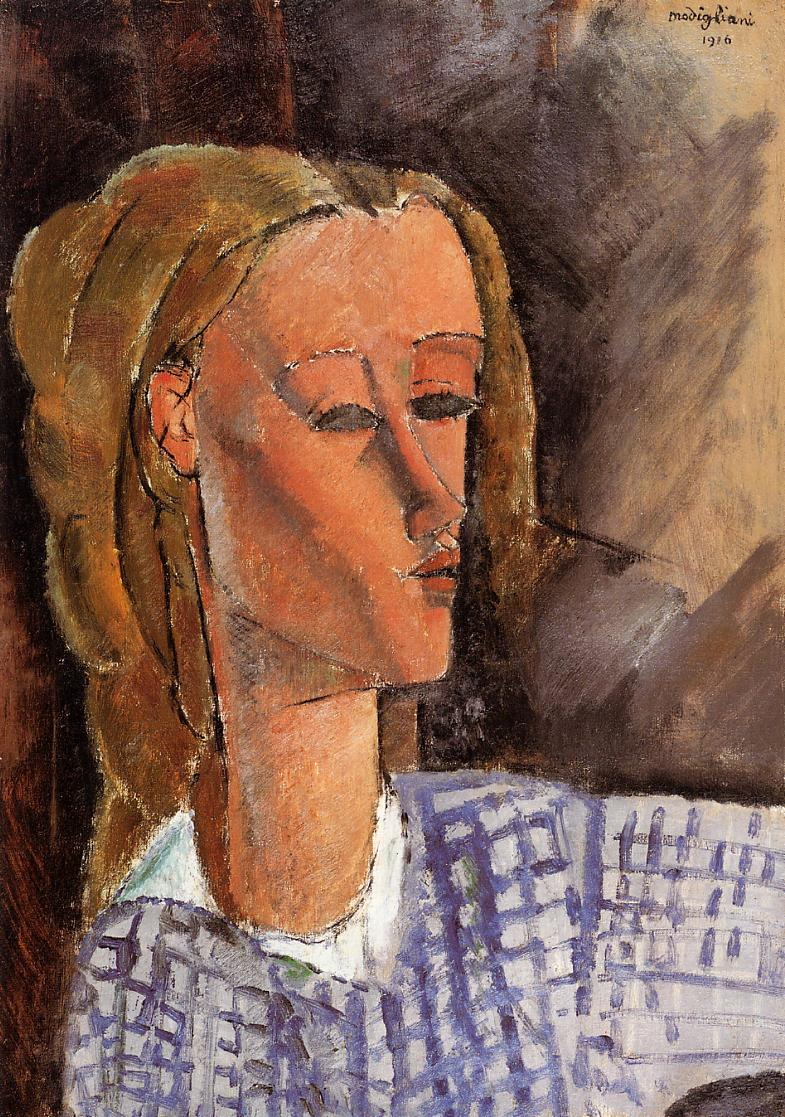
Retrato de Beatrice Hastings, 1916
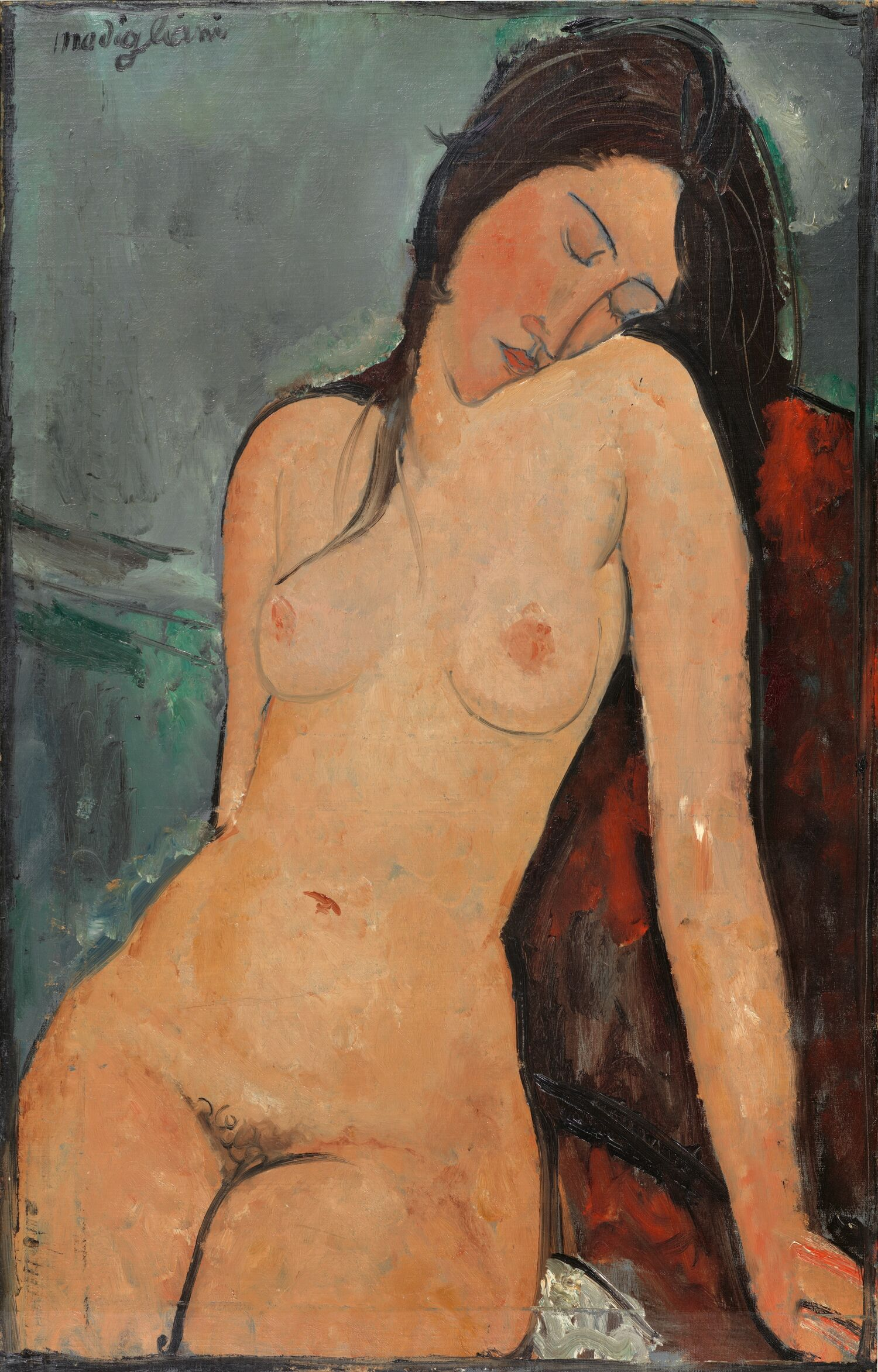
Nu feminino; Iris Tree, c. 1916
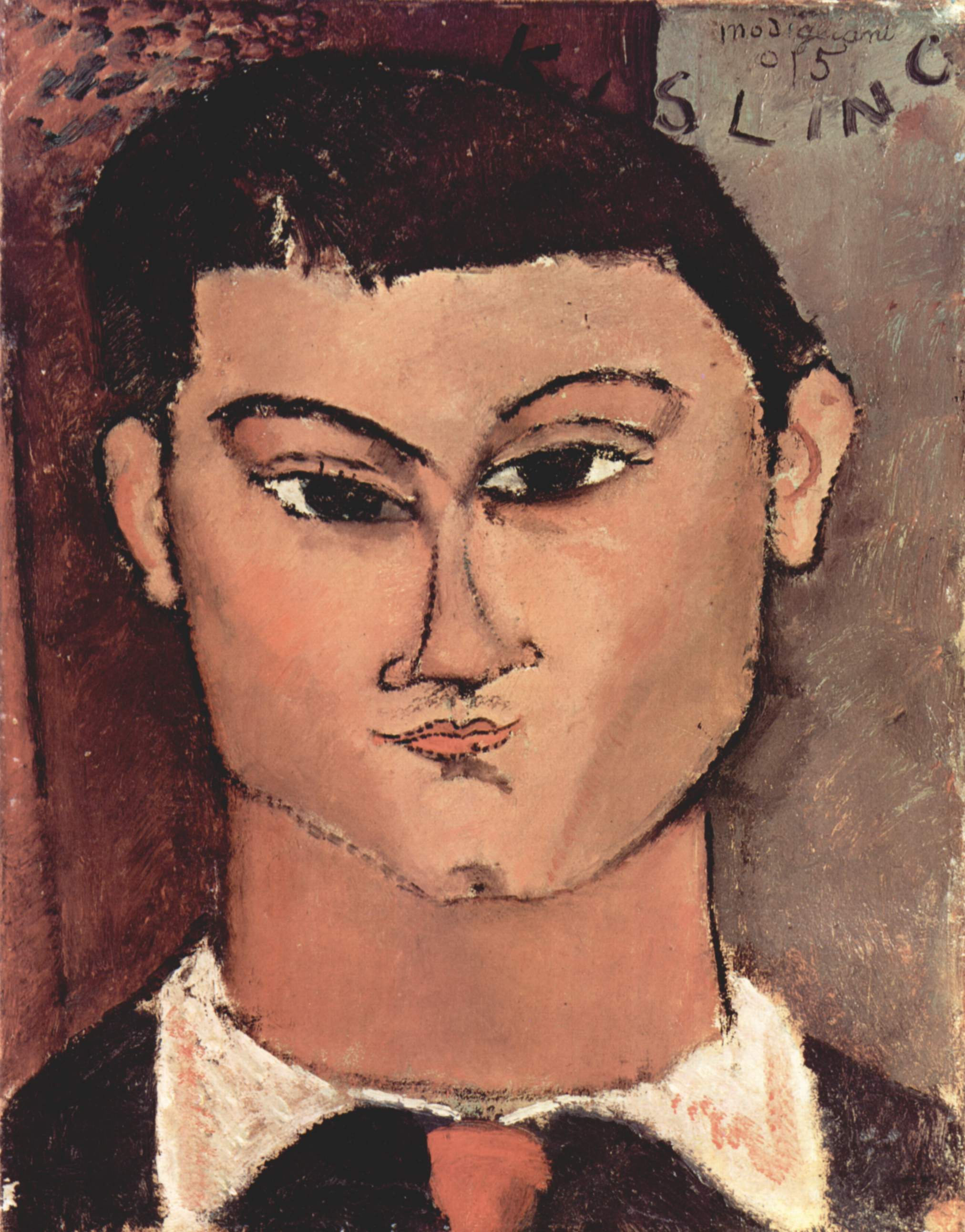
Retrato de Moise Kisling, 1915
Madame Kisling, 1917
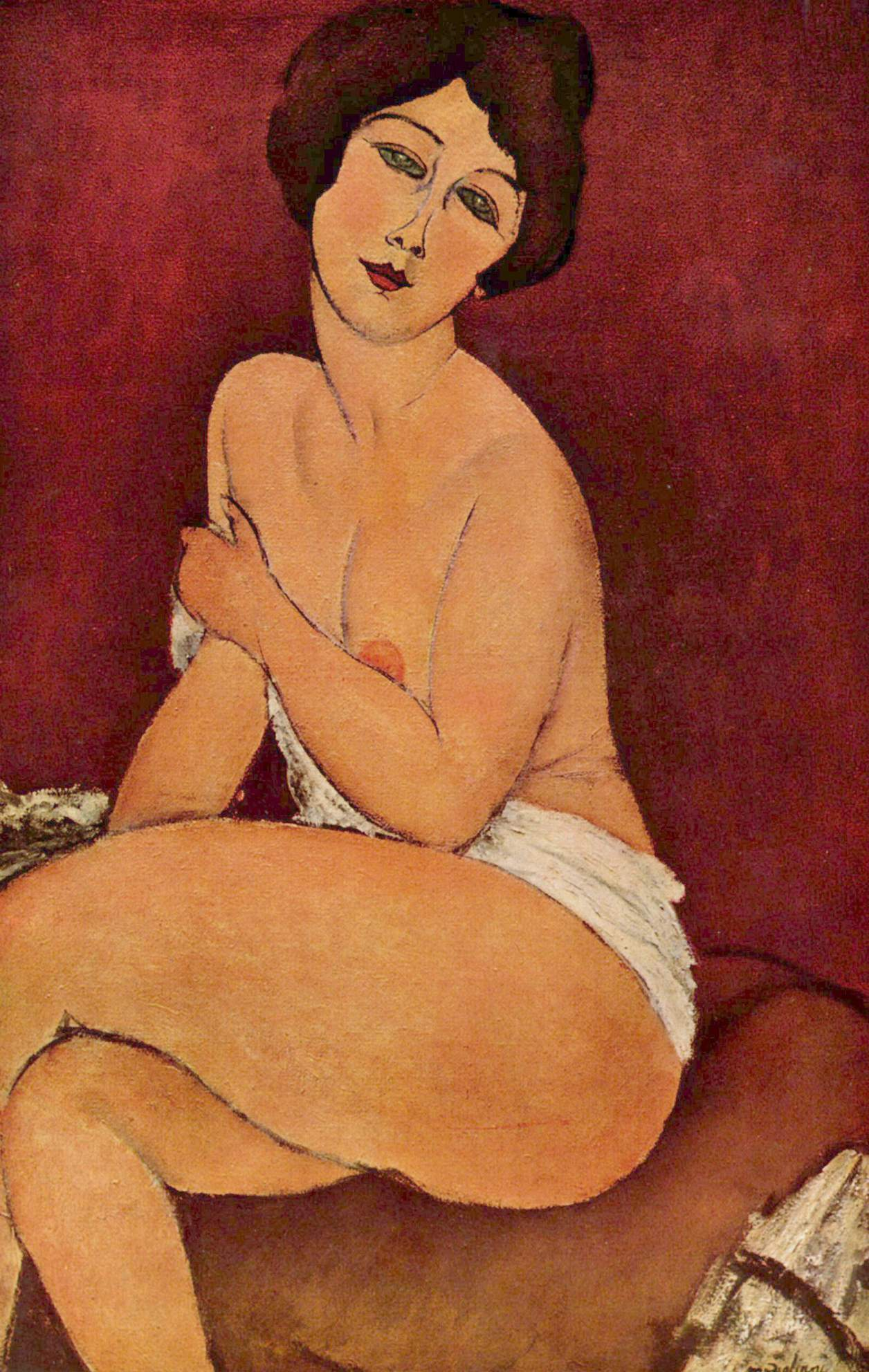
"La Belle Romaine", 1917
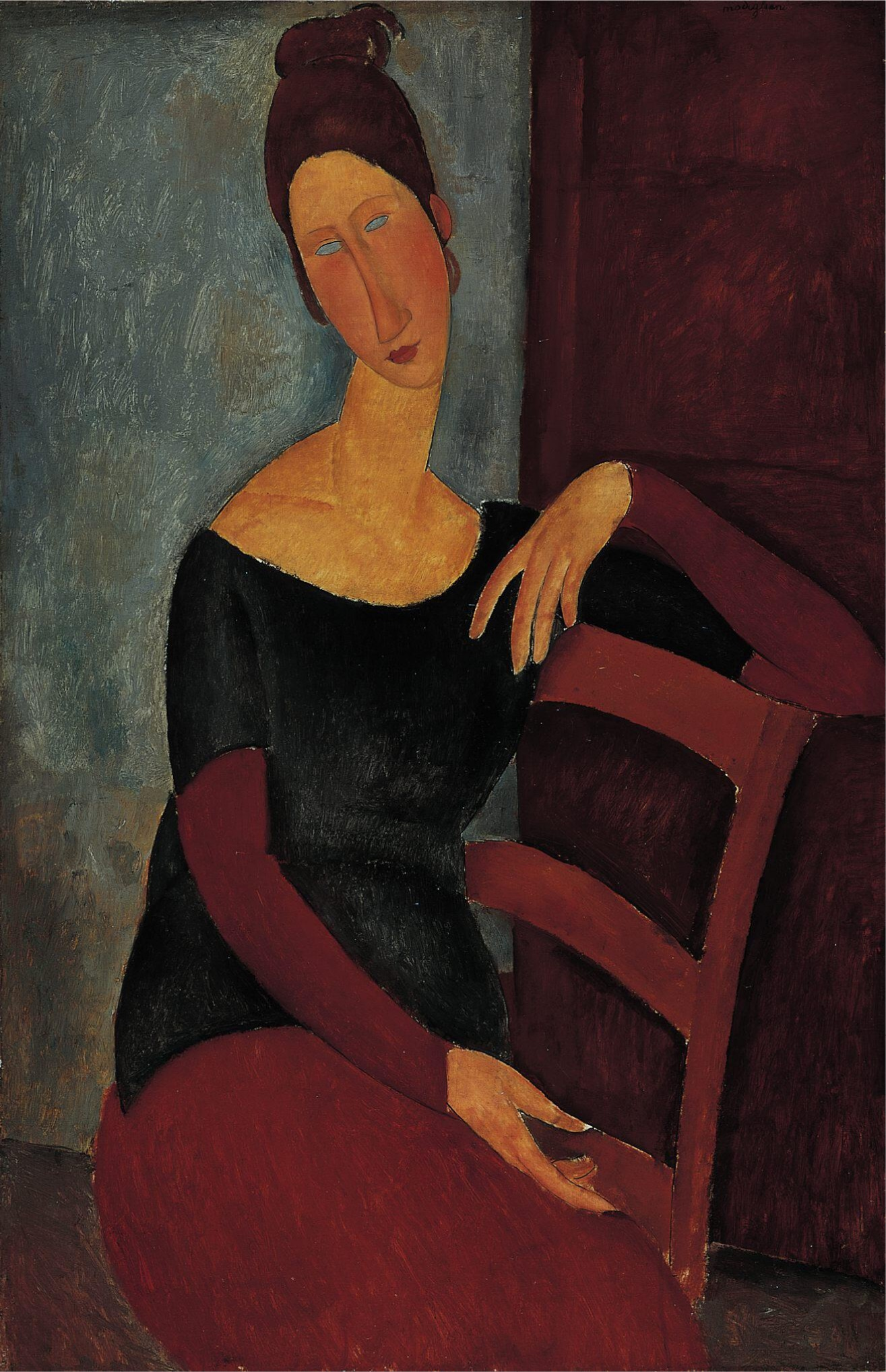
Jeanne Hébuterne, 1918
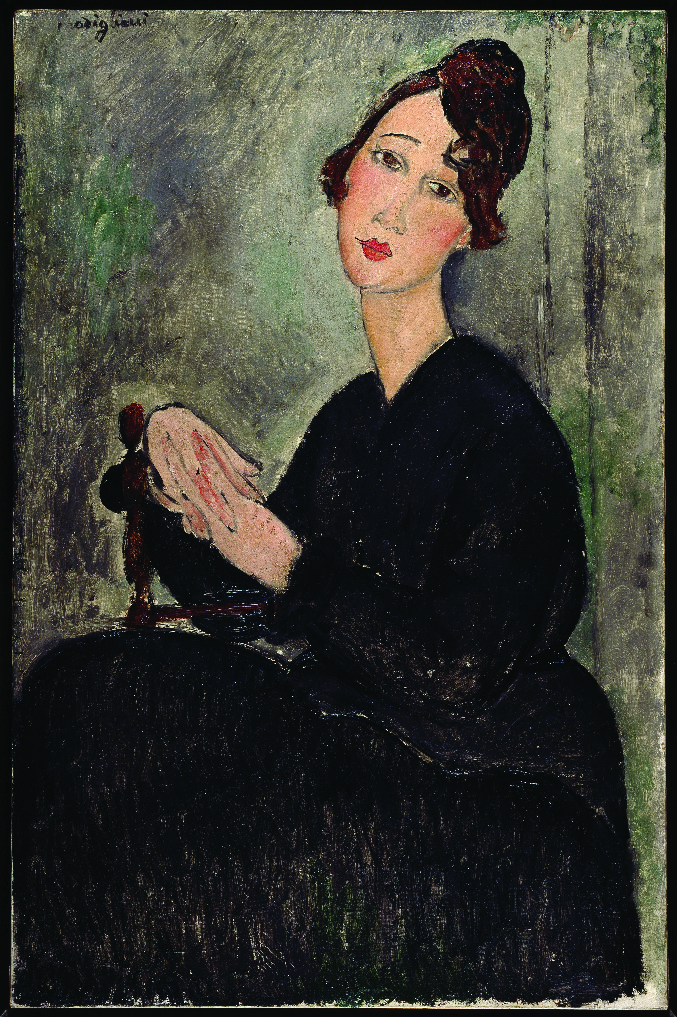
Dedie Hayden, 1918, Centre Georges Pompidou
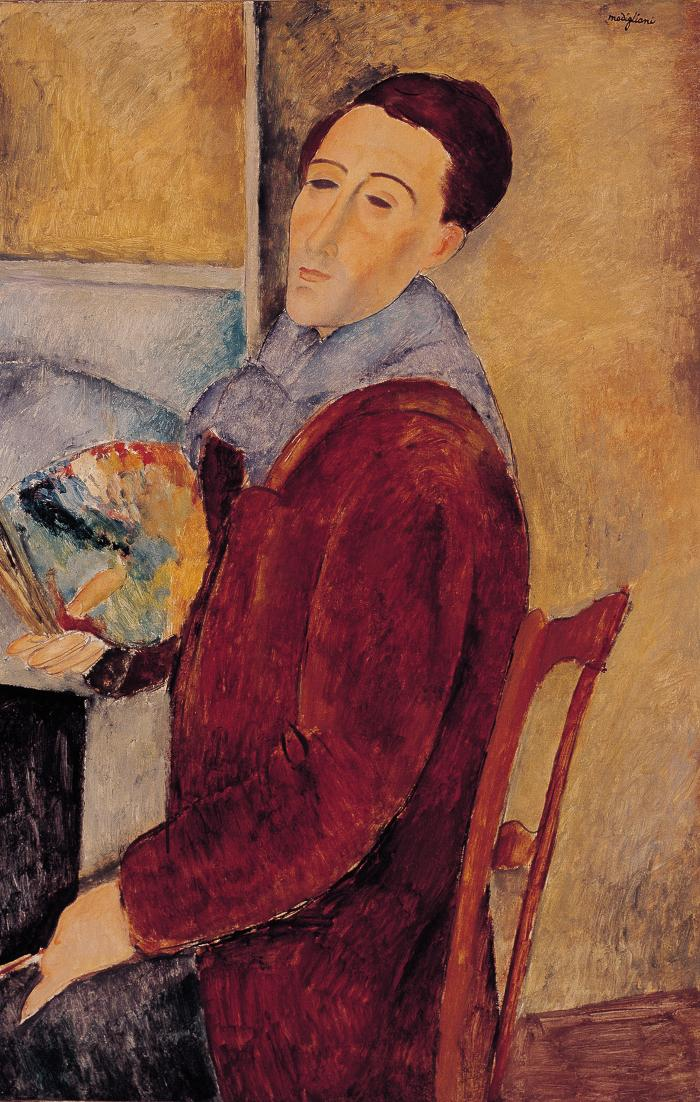
Autorretrato, 1919, óleo sobre tela, Museu de Arte Contemporânea da Universidade de São Paulo, São Paulo, Brasil
Gitana con bebé, 1919, National Gallery of Art
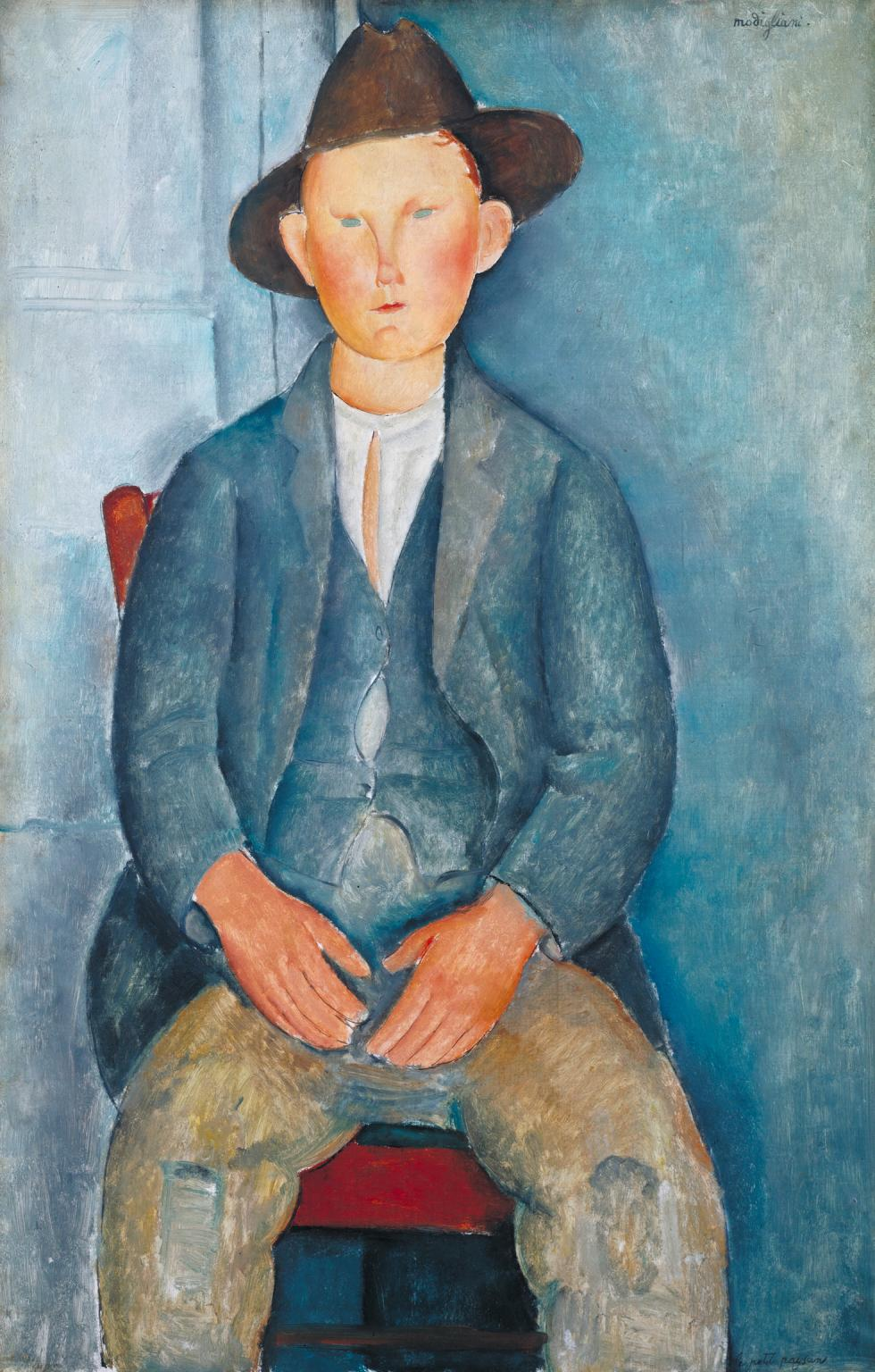
O menino campesino, 1918, Tate Liverpool
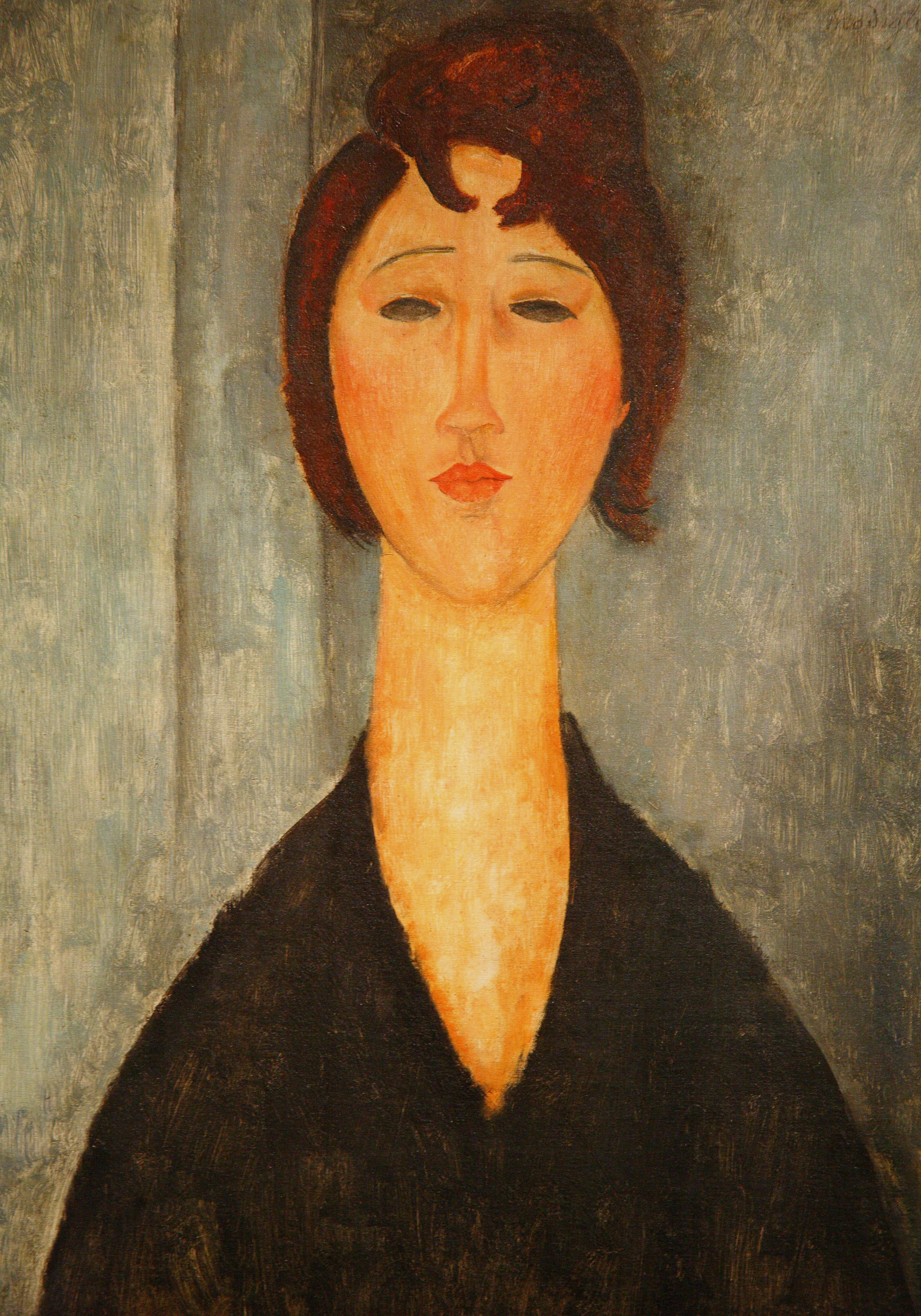
Retrato de uma jovem, 1918, New Orleans Museum of Art
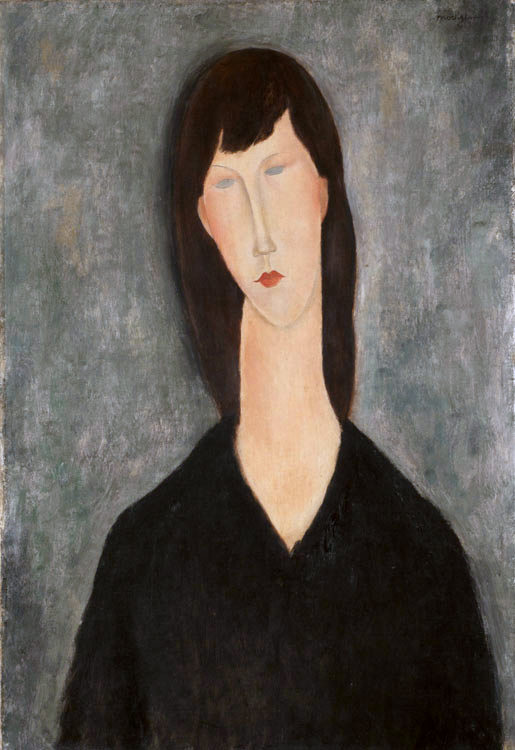
Busto de mulher, 1919, Museo Nacional de Bellas Artes de Buenos Aires
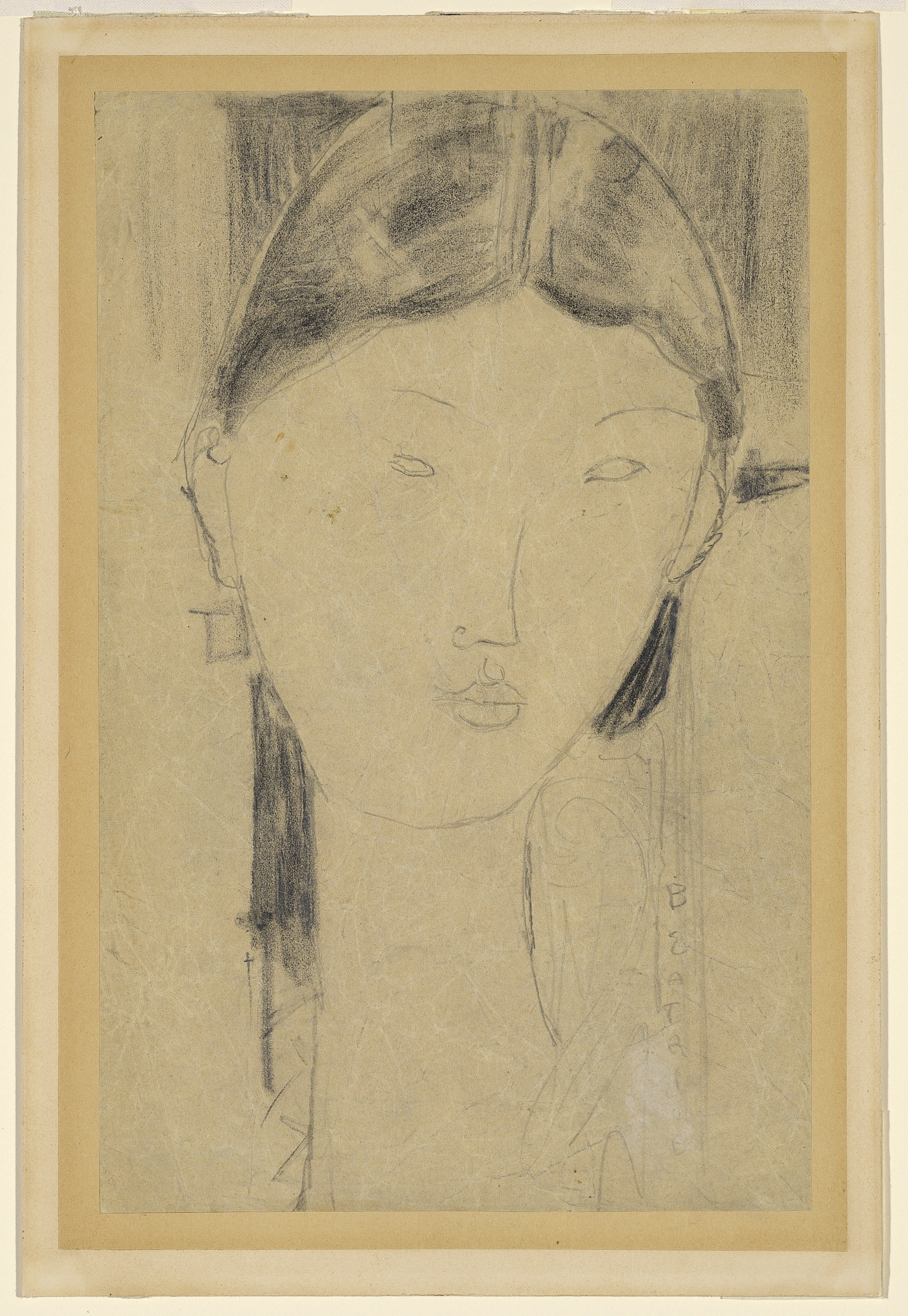
Beatrice Hastings, 1916-1919, Solomon R. Guggenheim Museum
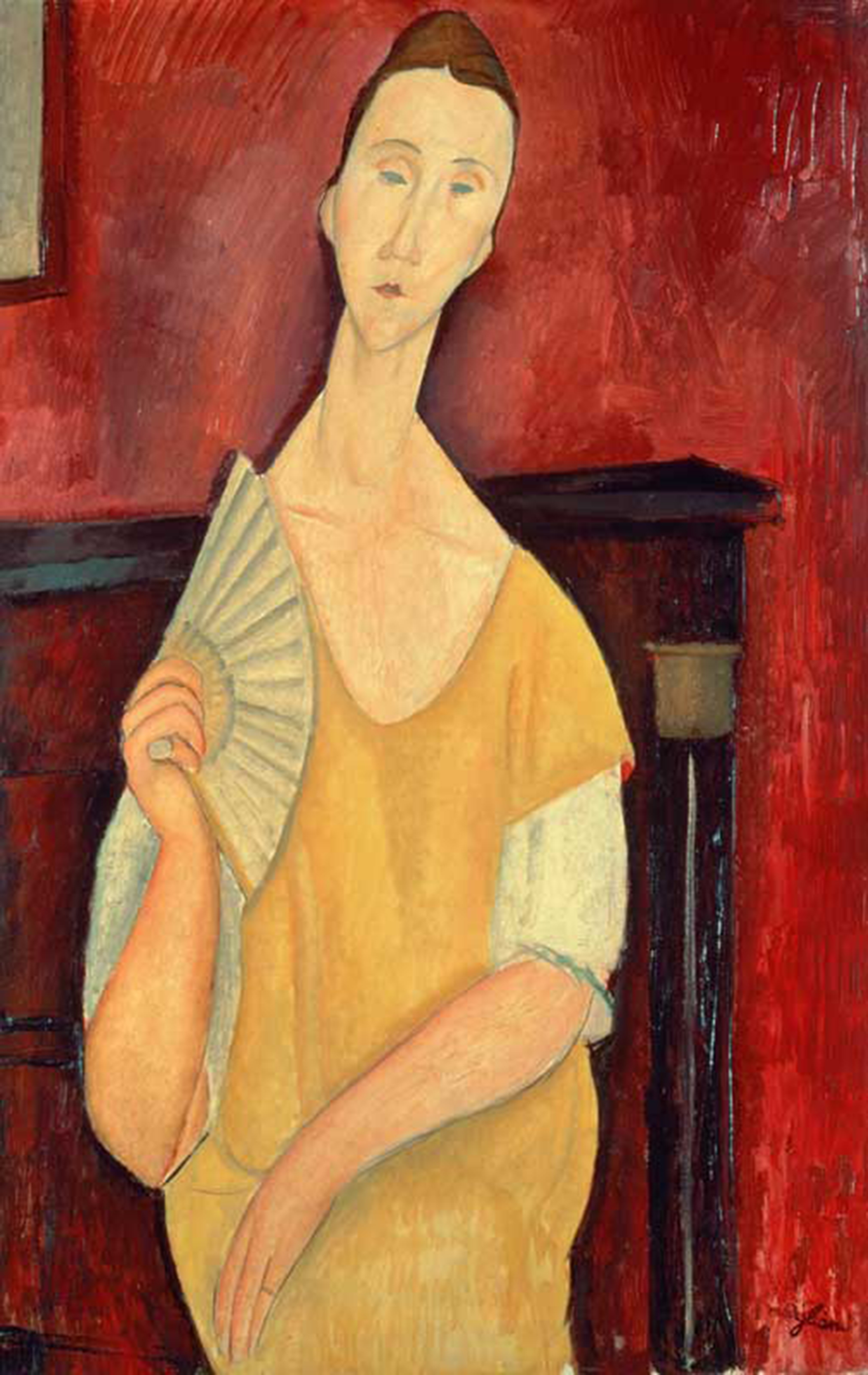
Mulher com leque, 1919, roubado do Musée d'Art Moderne de la Ville de Paris
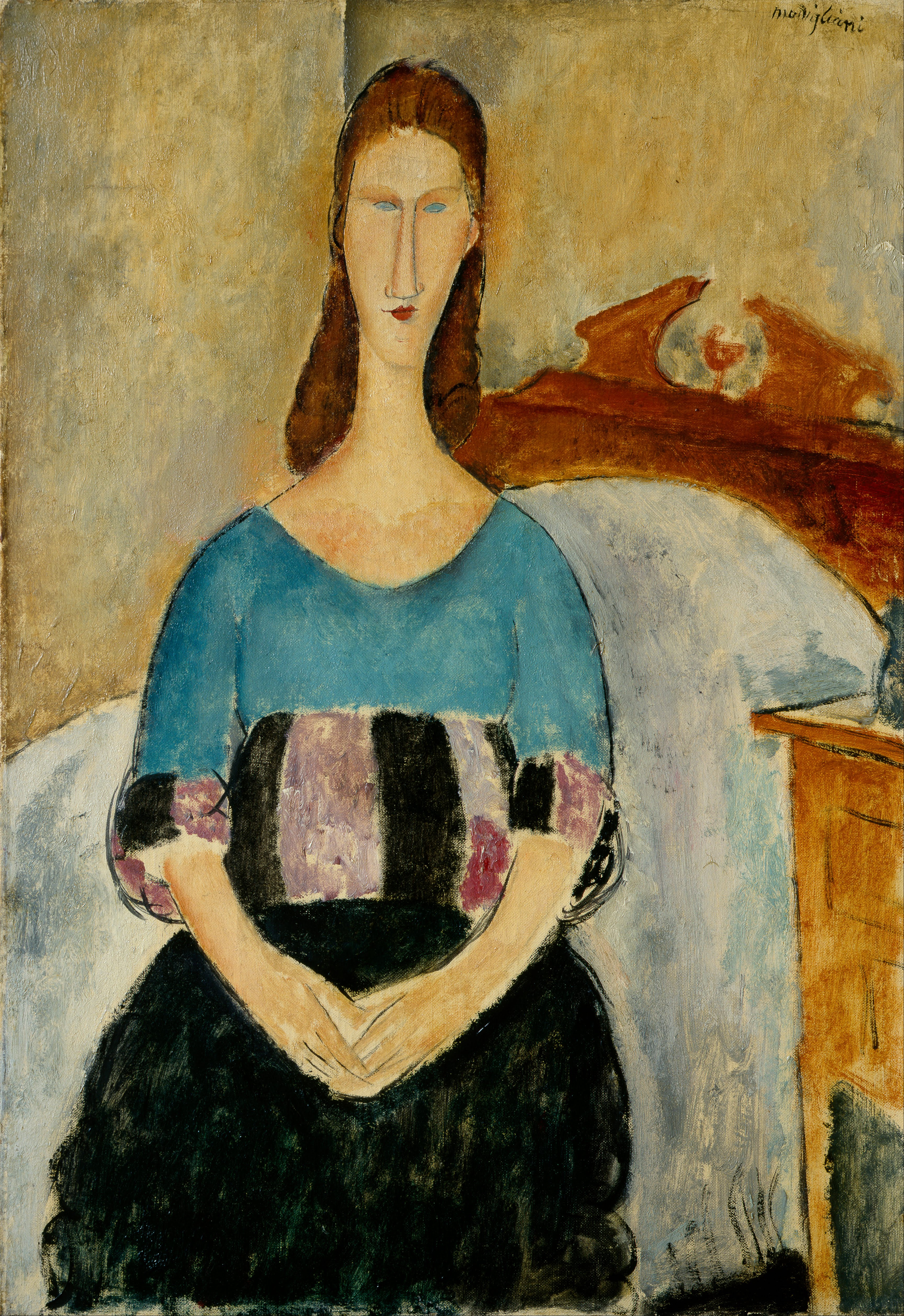
Retrato de Jeanne Hebuterne, sentada, 1918, Israel Museum, Jerusalem